# Odontocera quadrivittata
Odontocera quadrivittata là một loài bọ cánh cứng trong họ Cerambycidae.